# Kool Shen
Bruno Lopes (Saint-Denis, 9 februari 1967), beter bekend als Kool Shen, is een Portugees-Franse rapper. Samen met Joey Starr vormde hij de rapformatie NTM (1988). Hij staat bekend als acteur en als een van de grondleggers van rap in Frankrijk. Naast rapper van de rapformatie NTM, staat hij ook bekend als breakdancer, graffitispuiter en eigenaar van het label "IV My People".

## Discografie
- 2004 - Dernier Round (Album)
- 2005 - L'avenir est a nous (Album)
- 2005 - Dernier Round au zenith (Livealbum)

Voor de discografie van Kool Shen met Suprême NTM:

## Filmografie
- Authentique (Documentaire van Alain Chabat)
- NTM: Live 96 (VHS) + 98  Du monde de demain a pose ton gun
- NTM: Le Clash
- Kool Shen: Dernier round au Zenith

- Bibliothèque nationale de France: cb14029431p (data)
- Gemeinsame Normdatei: 1061986578
- International Standard Name Identifier: 0000 0003 8678 9518
- Library of Congress Control Number: no2006058264
- MusicBrainz: 386b69b4-e188-4f4f-8b2d-2a375fc6608d
- Système universitaire de documentation: 079180736
- Virtual International Authority File: 263913094
- WorldCat: E39PBJgH8rCbT8qq9mGRHk3WjC